# ラーマ・デイ・ペリーニ
ラーマ・デイ・ペリーニ（イタリア語: Lama dei Peligni）は、イタリア共和国アブルッツォ州キエーティ県にある、人口約1,200人の基礎自治体（コムーネ）。

## 地理

### 位置・広がり

#### 隣接コムーネ
隣接するコムーネは以下の通り。括弧内のAQはラクイラ県所属を示す。
- チヴィテッラ・メッセール・ライモンド
- コッレディマーチネ
- ファーラ・サン・マルティーノ
- ジェッソパレーナ
- パチェントロ (AQ)
- タランタ・ペリーニャ
- トッリチェッラ・ペリーニャ

## 行政

### 分離集落
ラーマ・デイ・ペリーニには、以下の分離集落（フラツィオーネ）がある。
- Corpi Santi, Fonti Rossi, Vaccarda, Piani Marini